# Akademia czarownic
Akademia czarownic (ang. Witch Academy) – amerykański horror komediowy z 1993 roku w reżyserii Freda Olena Raya.

## Fabuła
Ambitna studentka pragnie dostać się do ekskluzywnego klubu Sigma Tau i aby to osiągnąć... zaprzedaje duszę diabłu. W krótkim czasie dziewczyna zostaje uznana prawdziwą królową seksu, lecz pod piękną powłoką kryją się pazury i rogi.

## Obsada
- Suzanne Ager – Wanda Warden
- Priscilla Barnes – Edith
- Michelle Bauer – Tara
- Veronica Carothers – Leslie/Becky
- Ruth Collins – Darla
- Don Dowe – Neal
- Jay Richardson – Profesor Lamar
- Robert Vaughn – Diabeł